# Тиберий Юлий Поллиен Ауспекс
Тиберий Юлий Поллиен Ауспекс (лат. Tiberius Julius Pollienus Auspex) — римский политический деятель начала III века.
Происходил из италийского рода Поллиенов. Его отцом, предположительно, был консул-суффект Поллиен Ауспекс. Между 212 и 222 годом Ауспекс занимал должность легата пропретора провинции Нумидия. В этот же период он назначался заочно консулом-суффектом.
Его приёмным сыном, возможно, был консул 244 года Тиберий Поллений Армений Перегрин.